# Alonso Rodriguez

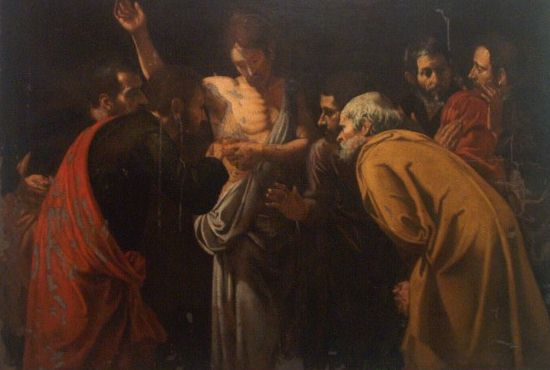
Incredulità di San Tommaso, Museo Regionale, Messina

Alonzo Rodriguez detto anche Alonso o Alfonso (Messina, 1578 – Messina, 21 aprile 1648) è stato un pittore italiano.

## Biografia e opere
Alonzo era figlio di Diego, un militare spagnolo di guarnigione in Sicilia. Nacque a Messina e fu uno dei più importanti, se non il più importante, caravaggista siciliano, inizialmente fu messo a bottega di Giovan Simone Comandè.
Del grande Caravaggio subì l'influenza durante il suo soggiorno siciliano, dopo la fuga del pittore lombardo da Malta.
Dopo alcuni suoi viaggi a Venezia, Roma e probabilmente a Napoli, dove il fratello Luigi divenne un notevole esponente della scuola barocca napoletana, tornò a Messina nel 1610 dando vita ad un'intensa produzione pittorica. Malauguratamente molti suoi dipinti furono distrutti dal tremendo Terremoto di Messina del 1908, fra cui La Madonna della provvidenza (1610) e La probatica piscina (1616). Le sue opere ebbero anche una forte influenza dalla pittura veneziana di Tintoretto e Veronese e la frequentazione di Caravaggio a Roma intorno al 1606.
Il resto della sua produzione è conservata nel Museo Regionale della sua città, opere come:
- Cena in Emmaus (1620)
- Incredulità di San Tommaso
- Incontro dei Santi Pietro e Paolo
- Strage degli Innocenti, opera proveniente dalla chiesa di San Giovanni Battista del Collegio dei Gesuiti di Messina.[1]

Particolarmente in quest'ultimo soggetto si sentono le influenze incrociate tra il caravaggismo e il manierismo romano di Daniele da Volterra.
La lezione del Caravaggio fu assimilata dal Rodriguez tanto da indurre in errore lo storico dell'arte Roberto Longhi che attribuì L'incredulità di San Tommaso e L'incontro dei Santi Pietro e Paolo condotti al martirio allo stesso Caravaggio.
Mentre la Cena in Emmaus si pensa sia una riproduzione dello stesso soggetto di Caravaggio, e non opera originale del pittore messinese. In seguito ebbe una certa influenza dal soggiorno palermitano del fiammingo Antoon Van Dyck. Nel 1617 fu chiamato ad affrescare il grande refettorio della Chiesa Maria di Gesù di Messina.

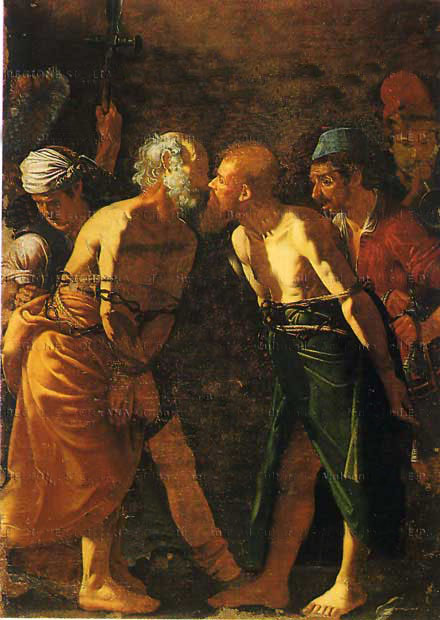
Incontro dei Santi Pietro e Paolo, Museo Regionale, Messina

Il Gregorio, autore ottocentesco, mise l'accento sulla sua influenza veneta:
(Rosario Gregorio, Discorsi intorno alla Sicilia, Palermo 1841, p.152)
Da non sottovalutare anche l'influsso che ebbe sulla sua opera la scuola barocca napoletana, fra quelli che hanno più influenza sono Battistello Caracciolo e Bernardo Cavallino, probabilmente conosciuti durante il soggiorno a Napoli.
Altra opera importante fu I fondatori di Messina al Palazzo Senatorio. Oggi la sua grande Ultima cena del refettorio della chiesa di Santa Maria di Gesù  è custodito nel Municipio della città. Alonzo chiamava il fratello Luigi schiavo dell'antico, di contro il fratello lo denominava schiavo del naturale, riferendosi alla sua dipendenza dallo stile caravaggesco.
Con l'ascesa del Barbalonga, che lo stesso Alonzo chiamava il Carracci siciliano, la stella di Alonzo Rodriguez si oscurò. Fra i suoi allievi si ricorda Umile da Messina.

## Opere

### Messina e provincia
- XVII secolo, Madonna della Vittoria o Madonna dei Miracoli raffigurata fra San Giovanni e San Nicolò, dipinto, opera documentata nella chiesa di San Filippo Neri.[4][5]
- XVII secolo, Miracoli di San Filippo Neri, ciclo di due dipinti, opere documentate nella chiesa di San Filippo Neri.[5]
- XVII secolo, Sant'Omobono, dipinto commissionato dalla Confraternita dei Sartori, opera documentata nella chiesa di Sant'Omobono.[6][7]
- XVII secolo, Presentazione della Vergine, dipinto, opera documentata nella Confraternita di San Giacomo.[7]
- XVII secolo, Strage degli Innocenti, dipinto, opera documentata nella chiesa dei Santi Costantino e Elena dei Greci di Messina.[5]
- XVII secolo, Vergine della Provvidenza, dipinto, opera documentata nella chiesa di Nostra Donna della Provvidenza.[8]
- 1610 (?), Vergine della Provvidenza, dipinto, opera documentata nella chiesa di San Lorenzo.[5]
- XVII secolo, Ciclo su San Francesco: Nascita, Battesimo, Vestizione, dipinti, opere documentate nell'Oratorio di San Francesco dei Mercadanti.[7][9][10]
- XVII secolo, Vergine con i Santi Pietro e Paolo, dipinto, opera documentata nella chiesa di San Pietro dei Preti.[7][11]
- XVII secolo, Gesù, Giuseppe e Maria, dipinto, opera documentata nella chiesa di San Giuseppe al Palazzo.[12]
- XVII secolo, Gesù, Giuseppe e Maria, dipinto, documentato nell'Oratorio di San Giuseppe dei Falegnami.[13]
- XVII secolo, Resurrezione, dipinto, opera documentata nella chiesa di Santa Maria di Basicò.[5][14][15]
- 1614, Probatica Piscina, dipinto, opera già nell'oratorio della Casa dei Crociferi e documentata nella chiesa di San Cosma dei Medici.[2]
- XVII secolo, Deposizione, dipinto, opera già nella chiesa di Santa Venera poi documentata nella chiesa di Sant'Onofrio.[5]
- XVII secolo, San Carlo, dipinto, opera documentata nella chiesa dei Crociferi.[5]
- XVII secolo, San Gioacchino e San'Anna, dipinto, opera documentata nella Collegiata di San Gioacchino.[7]
- 1632, Sant'Agostino, dipinto, opera documentata nella chiesa di Sant'Agostino.[7]
- XVII secolo, San Placido, ciclo di dipinti, opere documentate nella chiesa di Santa Maria della Latina.[7]
- XVII secolo, Fuga in Egitto, dipinto, opera documentata nella chiesa dei padri Cassinesi.[7]
- XVII secolo, Cena, dipinto, opera documentata nella chiesa di Santa Maria del Gesù Inferiore[13] restaurato da Letterio Subba, oggi custodita nella sala della Giunta del Municipio.
- XVII secolo, Natività, dipinto, opera documentata nella chiesa di San Tommaso Apostolo il Vecchio.[13]
- XVII secolo, San Gioacchino e Sant'Anna, dipinto commissionato dalla confraternita dei droghieri, opera documentata nella chiesa di Santa Lucia.[13]
- XVII secolo, Madonna degli Agonizzanti, dipinto, opera documentata nella chiesa di San Camillo.[13]

Cattedrale protometropolitana della Santa Vergine Maria Assunta:
- XVII secolo, Daniele e Abacuc, dipinto, opera documentata nella sagrestia.[7]
- XVII secolo, Le Nozze di Cana, dipinto, opera documentata nella sagrestia.[7]
- XVII secolo, Lot, dipinto, opera documentata nella sagrestia.[7]
- XVII secolo (?), Lot ebbro, dipinto, opera documentata nell'archivio del Capitolo.[13]
- XVII secolo, David che suona l'arpa, dipinto, opera documentata nell'archivio del Capitolo.[13]
- XVII secolo, Il profeta Isaia, dipinto, opera documentata nell'archivio del Capitolo.[13]
- XVII secolo, Isacco benedice Giacobbe, dipinto, opera documentata nell'archivio del Capitolo.[13]
- XVII secolo, Sogno di Giacobbe, dipinto, opera documentata nell'archivio del Capitolo.[13]
- XVII secolo, Adamo, dipinto, opera documentata nell'archivio del Capitolo.[13]
- XVII secolo, Eva, dipinto, opera documentata nell'archivio del Capitolo.[13]

Chiesa delle Anime del Purgatorio:
- XVII secolo, Sant'Antonio, dipinto, opera documentata.[16]
- XVII secolo, Vergine raffigurata fra Santa Rosalia e Sant'Agata, dipinto, opera documentata nella chiesa delle Anime del Purgatorio.[16]
- XVII secolo, Miracolo di Sant'Antonio dipinto, opera documentata nella chiesa delle Anime del Purgatorio.[7]
- XVII secolo, Miracolo di Santa Rosalia, dipinto, opera documentata nella chiesa delle Anime del Purgatorio.[7]

Chiesa di San Francesco d'Assisi all'Immacolata:
- XVII secolo, Martirio di San Lorenzo, dipinto, opera documentata nella Cappella De Gregorio.[7]
- XVII secolo, Madonna della Lettera raffigurata fra San Placido e San Francesco d'Assisi, dipinto, opera documentata.[7][17]

Chiesa di Santa Restituta nel Piano di Terranova:
- XVII secolo, La caduta di Lucifero con l'Arcangelo Michele, dipinto, opera distrutta dal terremoto della Calabria meridionale del 1783.[18]
- XVII secolo, Sant'Agostino e Santa Monica, dipinto, opera distrutta dal terremoto della Calabria meridionale del 1783.

Chiesa di San Rocco:
- XVII secolo, Santi Pietro e Paolo, dipinto, opera documentata.[7]
- XVII secolo, Pietà, dipinto, opera documentata.[13]

Santa Lucia del Mela:
- XVII secolo, Santi Pietro e Paolo Apostoli, dipinto su tela, opera custodita nella concattedrale di Santa Maria Assunta.

Tusa:
- XVII secolo, Consegna delle chiavi a San Pietro, dipinto su tela, opera custodita nella chiesa di Santa Caterina d'Alessandria.